# La Poly Normande 2007
La Poly Normande 2007, ventisettesima edizione della corsa e valida come evento dell'UCI Europe Tour 2007 categoria 1.1, si svolse il 5 agosto 2007 su un percorso totale di 157 km. Fu vinta dal francese Benoît Vaugrenard che terminò la gara in 3h57'35", alla media di 39,64 km/h.
Al traguardo 63 ciclisti portarono a termine il percorso.

## Ordine d'arrivo (Top 10)
| Pos. | Corridore          | Squadra         | Tempo    |
| ---- | ------------------ | --------------- | -------- |
| 1    | Benoît Vaugrenard  | F. des Jeux     | 3h57'35" |
| 2    | Mickaël Buffaz     | Cofidis         | a 1'28"  |
| 3    | Bert De Waele      | Landbouwkrediet | a 1'31"  |
| 4    | Rémi Pauriol       | Crédit Agricole | a 1'35"  |
| 5    | Nicolas Roche      | Crédit Agricole | s.t.     |
| 6    | Sébastien Duret    | Bretagne        | a 1'47"  |
| 7    | Guillaume Levarlet | Auber 93        | a 1'57"  |
| 8    | Nicolas Hartmann   | Cofidis         | a 2'01"  |
| 9    | Anthony Geslin     | Bouygues Tél.   | s.t.     |
| 10   | László Bodrogi     | Crédit Agricole | s.t.     |